# آنا لويزا أمارال
آنا لويزا أمارال (بالبرتغالية: Ana Luísa Amaral‏) (5 أبريل 1956 - 5 أغسطس 2022)، هي كاتِبة، مترجمة وشاعرة برتغالية. ولدت في لشبونة؛درست في جامعة بورتو.